# Liste de nyoin
Cette page présente la liste des 108 nyoin (女院) par ordre chronologique.
| Nom                                             | Japonais          | Nom à la naissance                                                     | Père                                             | Épouse de …           | Mère de …                                                              | Date d'entrée au cloître | Nom religieux                       | Mort                              | Âge      |
| ----------------------------------------------- | ----------------- | ---------------------------------------------------------------------- | ------------------------------------------------ | --------------------- | ---------------------------------------------------------------------- | ------------------------ | ----------------------------------- | --------------------------------- | -------- |
| Fujiwara no Akiko                               | 藤原詮子          | Fujiwara Senshi (= Akiko)                                              | Fujiwara no Kaneie (2)                           | Enyū                  |                                                                        | 26 octobre 991           | Higashi-Sanjō-in (東三條院)         | 1002                              |          |
| Jōtō-monin/Tōhoku-monin                         | 上東門院/東北門院 | Fujiwara Shōshi (= Akiko) (藤原彰子)                                   | Fujiwara Michinaga (1)                           | Ichijō                | Go-Ichijō, Go-Shujaku                                                  |                          | Shōjō-kaku                          |                                   | 87       |
| Yōmei-monin                                     | 陽明門院          | Teishi                                                                 | Sanjō-in                                         | Go-Suzaku             | Go-Sanjō                                                               |                          | Myōhō-kaku                          |                                   |          |
| Nijō-in                                         | 二條院            | Shō-shi                                                                | Go-Ichijō                                        | Go-Reizei             |                                                                        | 14 juillet 1068          |                                     |                                   |          |
| Ikuho-monin                                     | 郁芳門院          | Tei-shi                                                                | Shirakawa (1); adop. Fujiwara no Morozane        |                       |                                                                        |                          |                                     |                                   |          |
| Taiken-monin                                    | 待賢門院          | Fujiwara Shōshi (= Tamako)                                             | Fujiwara Kinzane no Kyō                          | Toba                  |                                                                        | 25 mars 1142             | Shinnyo-hō                          |                                   | 45       |
| Kyōyō-in                                        | 高陽門院          | Fujiwara Yasuko (auparavant Kunshi)                                    | Jisoku-Kampaku                                   | Toba                  |                                                                        | 24 août 1139             | Shōjōri(shu)                        | 16 janvier 1156                   | 61       |
| Bifuka-monin                                    | 美福門院          | Fujiwara Tokuko                                                        | Fujiwara no Nagazane                             | Toba                  | Konoe                                                                  | 1er juillet 1156         | Shinshōjō (Shinjōku)                | 22 décembre 1160                  | 44       |
| Kōka-monin                                      | 皇嘉門院          | Fujiwara Seishi                                                        | Fujiwara no Tadamichi                            | Sutoku                |                                                                        | 25 novembre 1156         | Shōjō-e                             | 4 décembre 1181                   |          |
| Jōsai-monin                                     | 上西門院          | Tōshi (Shunshi)                                                        | Toba (2)                                         |                       |                                                                        | 26 mars 1160             | Shinnyo-ri                          | 2 septembre 1189                  | 64       |
| Hajijō-in                                       | 八條院            | Kishi                                                                  | Toba (3)                                         |                       |                                                                        | 27 juin 1152             | Kongō-kan (Kongō-shō)               | 1211                              | 75       |
| Takamastu-in                                    | 高松院            | Imoko                                                                  | Toba (4)                                         | Nijō                  |                                                                        |                          | Jissō-kaku                          | 20 juillet 1176                   | 36       |
| Kujō-in                                         | 九條院            | Fujiwara Teishi                                                        | Fujiwara no Koremichi, adop.: Hōshōji-Kampaku    |                       |                                                                        |                          |                                     | 14 août 1167                      | 42       |
| Kenshun-monin                                   | 建春門院          | Taira Shigeko                                                          | Taira Tokinobu                                   | Go-Shirakawa          | Takakura                                                               |                          |                                     |                                   |          |
| Kenrei-monin                                    | 建禮門院          | Taira Tokuko (Tokushi)                                                 | Taira no Kiyomori (2)                            | Takakura              | Antoku                                                                 | 12 juin 1184             | Shinnyo-kaku                        | 25 janvier 1214 (?8 janvier 1212) | 59 (?57) |
| Imbu-monin                                      | 殷富門院          | Ryōshi                                                                 | Go-Shirakawa (1)                                 |                       |                                                                        | 25 novembre 1192         | Shinnyo-kan                         | 19 avril 1216                     |          |
| Shichijō-in                                     | 七條門院          | Fujiwara Shoku-shi (Masuko)                                            | Fujiwara no Nobutaka                             | Takakura (妃)         |                                                                        | 19 décembre 1205         | Shinnyo-chi                         | 12 décembre 1228                  | 71       |
| Senyō-monin                                     | 宣陽門院          | Kinshi                                                                 | Go-Shirakawa (1)                                 |                       |                                                                        |                          | Chōkōdō                             | 15 juillet 1252                   | 72       |
| Gishū-monin                                     | 宜秋門院          | Fujiwara Ninshi                                                        | Fujiwara no Kanezane (1)                         | Go-Toba               |                                                                        |                          | Shōjōchi                            | 3 février 1238                    | 65       |
| Shōmei-monin                                    | 承明門院          | Minamoto Ariko                                                         | Fujiwara no Michichika                           |                       |                                                                        | 9 janvier 1212           | Shinnyo-kan                         | 15 août 1257                      | 86       |
| Bō-monin                                        | 坊門院            | Noriko                                                                 | Takakura, adop.: Fujiwara no Mitsutaka           |                       |                                                                        |                          |                                     |                                   | 34       |
| Shumei-monin                                    | 條明門院          | Fujiwara Shigeko                                                       | Fujiwara no Norisue                              | Go-Toba               |                                                                        | 28 juillet 1221          | Hōshō-kaku                          |                                   | 83       |
| Shunka-monin                                    | 春華門院          | Shōshi                                                                 | Tsukiwa-Kampaku, adop.: Hachijō-in               |                       |                                                                        |                          |                                     | 14 décembre 1211                  | 17       |
| Immei-monin                                     | 陰明門院          | Fujiwara Reishi                                                        | Fujiwara no Yorizane                             | Tsuchimikado          |                                                                        | 0                        | Shōjōmyō                            | 1er novembre 1243                 | 59       |
| Kayō-monin                                      | 嘉陽門院          | Reishi                                                                 | Fujiwara no Nobutaka                             |                       |                                                                        | 28 novembre 1213         | Shinnyo-shō                         | 14 septembre 1273                 | 73       |
| Higashi-Ichijō-in                               | 東一條門院        | Fujiwara Risshi                                                        | Fujiwara no Yoshitsune (= Go-Kyōgoku kampaku)    | Juntoku               |                                                                        | 31 août 1226             | Shōjō-kan                           | 18 janvier 1248                   | 57       |
| Kita-Shirakawa-in                               | 北白河門院        | Fujiwara Chin-shi                                                      | Fujiwara Motoie                                  |                       |                                                                        | 1222                     | Nyo-ritsu                           |                                   | 66       |
| Anka-monin                                      | 安嘉門院          | Kuniko                                                                 | Go-Takakura                                      | Go-Horikawa           |                                                                        | 12 juin 1234             | Shōnyo-kaku                         | 24 novembre 1283                  | 75       |
| Anki-monin                                      | 安?門院           | Fujiwara Yushi                                                         | Fujiwara Sanjō Kinfusa                           |                       |                                                                        | 4 novembre 1246          | Shinshōjō                           | 2 mars 1286                       |          |
| Takatsukasa-in                                  | 鷹司院            | Fujiwara Nagako                                                        | Fujiwara no Iezane (= Inukuma-Kampaku)           | Go-Horikawa           |                                                                        | 7 mai 1246               | Renge-shō                           | 9 mars 1275                       | 58       |
| Sōheki-monin                                    | 藻璧門院          | Fujiwara Shunshi                                                       | Fujiwara no Michiie (= Kōmyōhōji-Kampaku)        | Go-Horikawa           | Shijō                                                                  |                          |                                     | 22 octobre 1233                   | 25       |
| Myōgi-monin                                     | 明義門院          | Teishi                                                                 | Juntoku (1)                                      |                       |                                                                        |                          |                                     | 19 avril 1243                     | 27       |
| Shiki(i)ken-monin                               | 右?門院           | Rishi                                                                  | Go-Takakura (1)                                  |                       |                                                                        | 8. décembre 1239         | Shinshōchi                          | 25 janvier 1251                   | 55       |
| Sennin-monin                                    | 仁門院            | Fujiwara Hiko-ko                                                       | Kujō Norizane                                    |                       |                                                                        | 11 novembre 1246         | Shōjō-a                             | 24 février 1262                   | 36       |
| Ōgimachi-in                                     | 上親院            | Kaku-shi                                                               | Tsuchimikado (1)                                 |                       |                                                                        | ?                        | Shinnyo-kaku (?)                    | 23 septembre 1285                 | 73       |
| Muromachi-in                                    | 室町院            | Kishi                                                                  | Fujiwara Ieyuki                                  |                       |                                                                        | 17 septembre 1246        | Myohō-kaku                          |                                   | 73       |
| Ōmiya-in                                        | 大宮院            | Fujiwara Kitsushi (Kisshi, Yoshiko)                                    | Fujiwara-Saionji Saneuji                         | Go-Saga               | Go-Fusakawa, Kameyama                                                  | 24 mars 1272             | Henchi-kaku                         |                                   | 68       |
| Senka-monin                                     | 仙華門院          | Gishi                                                                  | Tsuchimikado (2)                                 |                       |                                                                        |                          |                                     | 5 octobre 1262                    | 38       |
| Eian-monin                                      | 永安門院          | Shigeko                                                                | Juntoku (2)                                      |                       |                                                                        | 22 juillet 1253          | Richi-kaku                          | 25 décembre 1279                  | 64       |
| Shinsen-monin                                   | 神仙門院          | Taishi                                                                 | Go-Hirakawa (2)                                  |                       |                                                                        | 19 janvier 1262          | Myōchi-kakau                        |                                   | 71       |
| Higashi-Nijō-in                                 | 東二條院          | Fujiwara no Kimiko                                                     | Fujiwara no Saneuji                              | Go-Fukakusa           |                                                                        | 12 juillet 1293          | Shōgen                              |                                   | 73       |
| Kantoku-monin                                   | 和徳門院          | Gishi                                                                  | Chūkyō                                           |                       |                                                                        | 14 janvier 1288          | Shinnyo-kaku                        |                                   | 56       |
| Kekka-monin                                     | 月華門院          | Sōshi                                                                  | Go-Saga                                          |                       |                                                                        |                          |                                     | 3 avril 1269                      | 23       |
| Imadegawa-in                                    | 今出河院          | Fujiwara Zenshi                                                        | Fujiwara-Saionji Kinsuke                         | Kameyama              |                                                                        | 3 septembre 1283         | Busshō-kaku                         | 25 mai 318                        | 67       |
| Kyōgoku-in                                      | 京極院            | Fujiwara Kitsushi                                                      |                                                  | Kameyama              |                                                                        |                          |                                     | 1er octobre 1272                  | 28       |
| Shin-Yōmei-monin                                | 新陽明門院        | Fujiwara Ishi                                                          | Fujiwara Motohira (= Shinshinin-Kampaku)         | Kameyama (妃)         |                                                                        |                          | Kaku-ryū                            | 26 février 1298                   | 25       |
| Ensei-monin                                     | 延政門院          | Etsukoko                                                               | Go-Soga (2)                                      |                       |                                                                        | 23 septembre 1285        | Henshū-kaku (auparavant: Shōjō-chi) | 7 mars 1332                       | 74       |
| Genki-monin                                     | 玄輝門院          | Fujiwara Inshi                                                         | Fujiwara Saneo                                   | Go-Fukakusa (妃)      |                                                                        | 18 septembre 1291        | ishōchi                             | 23 septembre 1329                 | 84       |
| Gojō-in                                         | 五條院            | Ekishi                                                                 | Go-Saga                                          |                       |                                                                        |                          |                                     | 13 décembre 1294                  | 33       |
| Yūgi-monin                                      | 遊義門院          | Reishi                                                                 | Fukakusa (1)                                     | Go-Uda                |                                                                        |                          |                                     | 22 août 1307                      | 38       |
| Eiyō-monin                                      | 永陽門院          | Hisako                                                                 | Go-Fukakusa (2)                                  |                       |                                                                        |                          | Shinshōchi (vorher: Shinnyo-chi)    | 16 mai 1346                       | 74       |
| Shōkei-monin                                    | 昭慶門院          | Kishi                                                                  | Kameyama                                         |                       |                                                                        | 21 décembre 1306         | Shōjōgen                            | 16 avril 1324                     | 52       |
| Eifuku-monin                                    | 永福門院          | Shōshi                                                                 | Fujiwara Sanetane                                | Fushimi               |                                                                        | 12 juillet 1316          | Shinnyo-gen                         |                                   | 72       |
| Shōkun-monin                                    | 昭訓門院          | Eishi                                                                  | Fujiwara Sanekane (2)                            | Kameyama (妃)         |                                                                        |                          | Shinsho-kaku                        | 27 juillet 1334                   | 33       |
| Eika-monin                                      | 永嘉門院          | Mizuko                                                                 | Nakatsukasa-kyō shinnō, adop.: Kameyama          | Go-Uda (妃)           |                                                                        | 29 août 1334             | Myōhō-chi                           | 23 septembre 1329                 | 58       |
| Yōtoku-monin                                    | 陽徳門院          | Eishi (Ishi)                                                           | Go-Fukakusa (3)                                  |                       |                                                                        | 11 décembre 1306         | Enkakuchi                           | 19 septembre 1352                 | 66?      |
| Shōgi-monin                                     | 章義門院          | Yoshi                                                                  | Fushimi (2)                                      |                       |                                                                        | 4.IX.1313                | Gedatsu-shin                        | 13.XI.1336                        |          |
| Seika-monin                                     | 西華門院          | Minamoto Motoko                                                        | Horikawa Tomori, adop.: Mototomo (Dajō-Daijin)   | Go-Uda (妃)           |                                                                        |                          | Shōjōhō                             | 1er octobre 1355                  | 86       |
| Kōgi-monin                                      | 廣義門院          | Fujiwara Neishi                                                        | Sabasuke Mitsuyasu, adop.: Fujiwara Kinhira      | Go-Fuchimi            | Kazuhito (Kōgon)                                                       | 7 avril 1336             |                                     | 1357                              | 66?      |
| Shōzen-monin                                    | 章善門院          | Nagako                                                                 | Go-Fukakusa (4)                                  |                       |                                                                        | 14 septembre 1316        | Shinshō-jaku                        | 1338                              |          |
| Sakuhei-monin                                   | 朔平門院          | Namako                                                                 | Fushimi (1)                                      |                       |                                                                        |                          |                                     |                                   | 24       |
| Chōraku-monin                                   | 長楽門院          | Kinshi                                                                 | Fujiwara Kintaka                                 | Go-Nijō               |                                                                        |                          | Shinjitsukaku                       | 16 février 1352                   |          |
| Emmei-monin                                     | 延明門院          | Nobuko                                                                 | Fushimi                                          |                       |                                                                        | 2 novembre 1317          | Shinshō-e                           |                                   | 27       |
| Danten-monin                                    | 談天門院          | Tadako                                                                 | Fujiwara no Tadatsugu                            | Go-Uda (妃)           | Go-Daigo                                                               |                          | Renge-chi                           | 27 décembre 1319                  | 52       |
| Dat(su)chi-monin                                | 達智門院          | Shōshi                                                                 | Go-Uda (1)                                       |                       |                                                                        |                          | Shinri-kaku                         | 23 novembre 1348                  |          |
| Banshū-monin                                    | 萬秋門院          | Tamako                                                                 | Ichijō Sanetsune (= Emmyō-ji Kampaku)            |                       |                                                                        |                          |                                     | 16 avril 1338                     | 71       |
| Jusei-monin                                     | 寿成門院          | Benshi                                                                 | Go-Nijo (1)                                      |                       |                                                                        |                          | Shōjō-en                            |                                   |          |
| Kenshin-monin                                   | 顕親門院          | Sueko                                                                  | Fujiwara Saneo                                   | Fushimi (後宮)        | Hanazono                                                               | 14 octobre 1317          | Enjō-kaku                           | 25 mars 1336                      | 72       |
| Sūmei-monin                                     | 崇明門院          | Baishi                                                                 | Go-Uda                                           | Kuninaga shinnō       |                                                                        | 1326                     |                                     | ?                                 |          |
| Go-Kyōgoku-in (postum; auparavant Reisei-monin) | 後京極院          | Kishi                                                                  | (Nyūdō Dajō-Daijin) Sanekane (3)                 | Go-Daigo (中宮)       | Kanshi (♀ = Sensei-monin)                                              |                          |                                     | 19 novembre 1333                  |          |
| Sensei-monin                                    | 宣政門院          | Kanshi                                                                 | Go-Daigo (1)                                     |                       |                                                                        |                          |                                     |                                   | 48       |
| Shōtoku-monin                                   | 章徳門院          | Kōshi                                                                  | Go-Fushimi                                       |                       |                                                                        |                          |                                     |                                   |          |
| Shin-muromachi-in                               | 新室町院          | Junshi                                                                 | Go-Fushimi (1)                                   |                       |                                                                        |                          |                                     | 31 mai 1338                       | 27       |
| Kian-monin                                      | 徴安門院          | Jushi                                                                  | Hanazono, adop.: Eiyō-monin                      | Kōgon (妃)            | adop: Go-Sūkō                                                          | 1356                     |                                     |                                   | 41       |
| Senkō-monin                                     | 宣光門院          | Fujiwara Saneko                                                        | Fujiwara Saneaki                                 | Hanazono (concubine)  | (2 shinnō, 2 naishinnō)                                                | 5 décembre 1348          | Henshō-chi                          |                                   | 64       |
| Shin-Taiken-monin                               | 新待賢門院        | Fujiwara Renshi                                                        | Fujiwara Kinkake, adop.: Fujiwara Kinkata        | Go-Daigo (妃)         | Tsunenaga-shinnō; Go-Murakami; Narinaga-shinnō; Shōshi (♀); Junshi (♀) |                          |                                     | (après 1359)                      |          |
| Yōroku-monin (= Kōgon-in)                       | 陽禄門院          | Fujiwara Hideko                                                        | Fujiwara (Ōgimachi) Kinhide (Dazai gon-no sotsu) |                       | Sūkō; Go-Kōgon                                                         | 13 décembre 1352         |                                     | 2 février 1353                    |          |
| Kaki-monin                                      | 嘉善門院          | Fujiwara Shōshi                                                        | Tsunetada, adop.: Nijō Moromoto                  | Go-Murakami           |                                                                        | (après) 29 mars 1368     |                                     |                                   |          |
| Shin-Senyō-monin                                | 新宣陽門院        | Kenshi (?)                                                             | Go-Murakami; (? Minamoto Akiko)                  |                       |                                                                        |                          |                                     |                                   |          |
| Sūken-monin                                     | 崇賢門院          | (Iwashimizu-Hachimangu Beamter:) Michikiyo, adop.: Hirohashi Kanetsuna |                                                  | Go-Kōgon (後宮)       | Go-En'yū; (2 shinnō)                                                   |                          |                                     | 1427                              | 93       |
| Tsuyō-monin                                     | 道陽門院          | Fujiwara Takako                                                        |                                                  | Go-Enyū (後宮)        | Go-Komatsu                                                             |                          |                                     |                                   | 56       |
| Kitayama no in                                  | 北山院            | Fujiwara Yasuko                                                        | Fujiwara Sukeyasu                                | Asikaga Yoshimitsu    |                                                                        |                          |                                     | 1419                              | 52       |
| Kōhan-monin                                     | 光範門院          | Fujiwara Sukeko                                                        | Hino Sukekuni                                    | Go-Komatsu (後宮)     | Shōkō                                                                  |                          |                                     |                                   | 57       |
| Fusei-monin                                     | 敷政門院          | Minamoto Yukiko                                                        | Niwata (Minamoto) Tsuneari                       | Go-Suko-in (後宮)     | Go-Hanazono                                                            |                          |                                     | 15 mai 1448                       |          |
| Karaku-monin                                    | 嘉楽門院          | Fujiwara Nobuko                                                        | Fujiwara Takanaga                                | Go-Hanazono (後宮)    | Go-Tsuchimikado                                                        | 1471                     |                                     | 7 juin 1489                       | 78       |
| Buraku-monin                                    | 豐楽門院          | Fujiwara Toshi                                                         | Kanjuji (Fujiwara) Norihide                      | Go-Kashiwabara (後宮) | Go-Nara                                                                |                          |                                     | 1535                              |          |
| Kittoku-monin                                   | 吉徳門院          | Fujiwara Eiko                                                          | Madenokoji Katafusa                              | Go-Nara (妃)          | Ōgimachi                                                               |                          |                                     | 1522                              |          |
| Shin-Jōtō-monin                                 | 新上東門院        | Fujiwara Seishi                                                        | Kanjuji (Fujiwara) Seiyū                         | Yōkō-in               | Go-Yōzei; (4 shinnō)                                                   |                          |                                     |                                   | 76       |
| Chūwa-monin                                     | 中和門院          | Konoe Sakiko                                                           | Konoe Sakihisa                                   | Go-Yōzei (女御)       | Go-Minoo; (3 shinnō)                                                   |                          |                                     |                                   | 56       |
| Tōfuku-monin                                    | 東福門院          | Minamoto (Tokugawa) Kazuko                                             | Tokugawa Hidetada                                | Go-Minoo (中宮)       | Myōshō (= Meishō; ♀); (+2 shinnō, 4 filles)                            |                          |                                     | 1672                              | 64       |
| Mibu-in                                         | 壬生院            | Fujiwara (Sono) Kōshi                                                  | Sono Moto-tō                                     | Go-Minoo (後宮)       | Go-Kōmyō                                                               |                          |                                     | 1652                              | 55       |
| Shin-Kōgi-monin (postum)                        | 新廣義門院        | Fujiwara (Sono) Kishi                                                  | Sono Moto-ne                                     | Go-Minoo (後宮)       | Reigen                                                                 |                          |                                     | 1677                              | 54       |
| Hōshun-monin (postum)                           | 逢春門院          | Fujiwara (Kushizu) Ryūshi                                              | Kushizu Takamaru                                 | Go-Minoo (後宮)       | Go-Sai; (entre autres)                                                 |                          |                                     | 1685                              | 82       |
| Shin-Jōsai-monin                                | 新上西門院        | Fujiwara Fusako                                                        | Takatsukasa Norihira                             | Reigen (中宮)         |                                                                        |                          |                                     | 1712                              |          |
| Shōshū-monin                                    | 承秋門院          | Yukiko Nyo-ō                                                           | Arisugawa mo miya Yukihito                       | Higashiyama (中宮)    |                                                                        | 1709 (?)                 | Monin                               |                                   | 41       |
| Shin-Sūken-monin (postum)                       | 新崇賢門院        | Fujiwara Gashi                                                         | Kushizu Takayoshi                                | Higashiyama (典侍)    | Nakamikado; (4 shinnō, 1 naishinnō)                                    |                          |                                     |                                   | 35       |
| Keihō-monin                                     | 敬法門院          | Fujiwara Muneko                                                        | Matsuki Muneeda                                  | Reigen (後宮)         | Higashiyama (= Asahito-shinnō)                                         |                          |                                     | 1732                              | 76       |
| Shin-Chūwa-monin (à la date anniversaire)       | 新中和門院        | Fujiwara Hisako                                                        | Konoe Iehiro                                     | Nakamikado (女御)     | Sakuramachi                                                            |                          |                                     |                                   | 21       |
| Reisei-monin                                    | 禮成門院          | Kūshi                                                                  | Go-Kōmyō                                         |                       |                                                                        |                          |                                     | 2 août 1725                       | 76       |
| Seiki-monin                                     | 青綺門院          | Nijō Ieko                                                              | Nijō Yoshitada                                   | Sakuramachi (後宮)    | Go-Sakuramachi; (nourrice) Momozono                                    |                          |                                     |                                   | 75       |
| Kaimei-monin                                    | 開明門院          | Fujiwara Sadako                                                        | Ananokōji Saanetaki                              | Sakuramachi (後宮)    | Momozono                                                               | 25 mars 1782             | Tetsugaku                           | 1789                              |          |
| Kyōrei-monin                                    | 恭禮門院          | Fujiwara Tomiko                                                        | Ichijō Kaneka                                    | Momozono (女御)       |                                                                        |                          |                                     | 1795                              | 53       |
| Seika-monin                                     | 盛化門院          | Fujiwara Koreko                                                        | Konoe Uchisaki                                   | Go-Momozono (女御)    | Yoshiko; (nourrice) Kōkaku                                             | 28 octobre 1783          |                                     | 28 octobre 1783                   |          |
| Shin-Kōka-monin (postum)                        | 新皇嘉門院        | Fujiwara Tsunako                                                       | Takatsukasa Masahiro, adop.: Toyooka Hirasuke    | Ninkō (女御)          | Yasuhito                                                               |                          |                                     | 13 juillet 1823                   | 29       |
| Shin-Seiwa-monin                                | 新清和門院        | Yoshiko                                                                | Go-Momozono                                      | Kōkaku (中宮)         | adop.: Ayahito (= Ninkō)                                               | 1841 (?1840)             |                                     | 1846                              | 68       |
| Higashi-Kyōgoku-in (postum)                     | 東京極院          | Fujiwara Tadako                                                        | Kanjuji Tsunenari                                | Kōkaku (後宮)         | Ninkō                                                                  |                          |                                     | 1843                              | 64       |
| Shin-Sakuhei-monin (à la date anniversaire)     | 新朔平門院        | Fujiwara Yasuko                                                        | Takatsukasa Masahiro                             | Ninkō (女御)          |                                                                        |                          |                                     |                                   | 37       |
| Shin-Taiken-monin                               | 新待賢門院        | Fujiwara Masako                                                        | Ōgimachi Sanemitsu                               | Ninkō (後宮)          | Kōmei; (2 shinnō)                                                      |                          |                                     | 1857                              | 54       |

## Source de la traduction
- (de) Cet article est partiellement ou en totalité issu de l’article de Wikipédia en allemand intitulé « Liste der Mon’in » (voir la liste des auteurs).